# Anton Zemann (Architekt)
Anton Zemann (* 9. Februar 1925 in Freistadt; † 4. Juli 1991 ebenda) war ein österreichischer Architekt.

## Leben
Nach seinem Studium entwarf er 1953 den Brunnen am Markt in Königswiesen. Hauptsächlich war er im Kirchenbau tätig. Sowohl Erweiterungen, Anbauten, Umbauten und mehrere Neubauten zählen zu seinen Arbeiten. In Pichling bei Linz wurde 1993 zu seinem Gedenken eine Tafel an der Kirche angebracht.

## Realisierungen

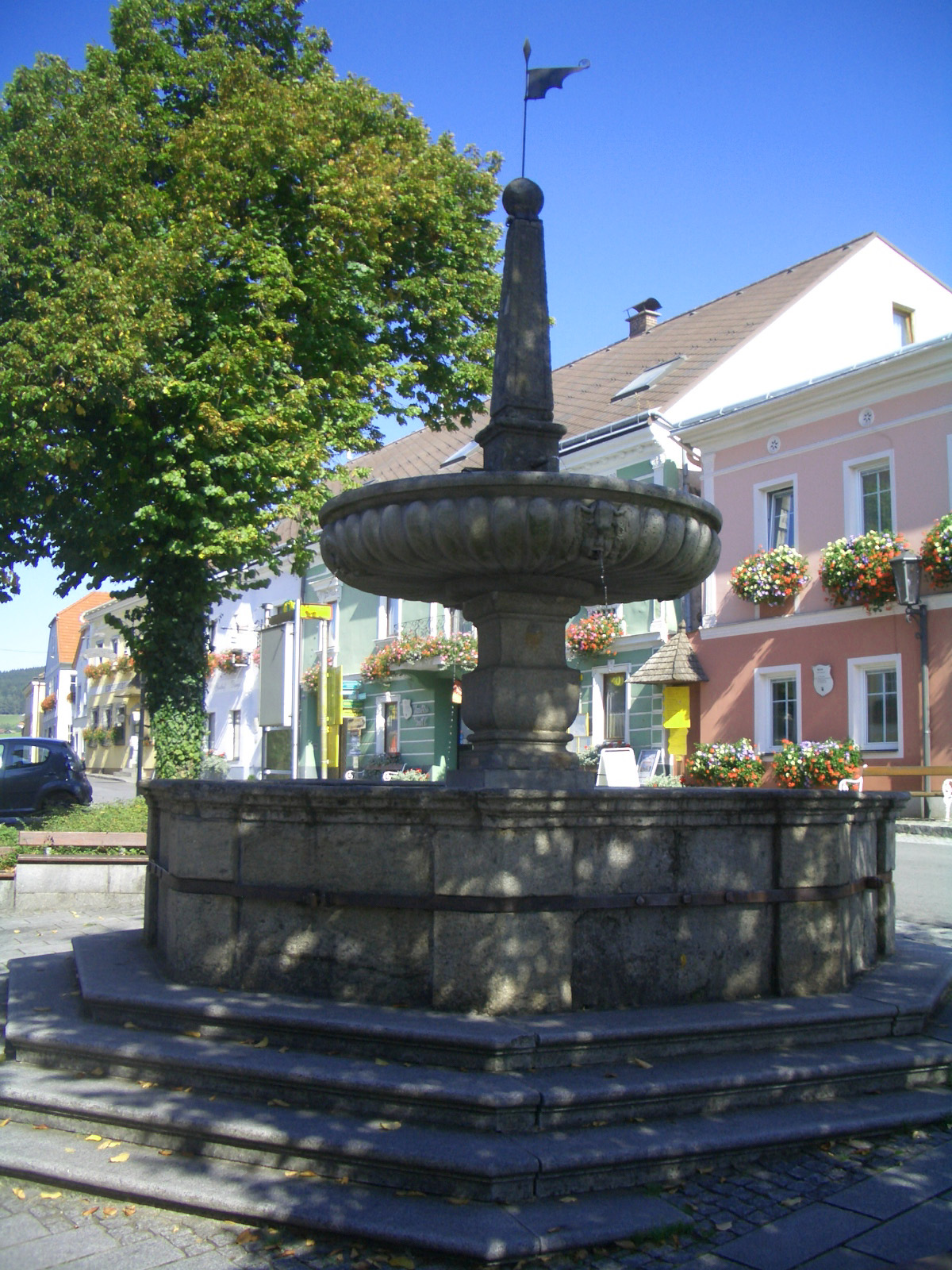
Denkmalgeschützter Marktbrunnen in Königswiesen, Schale mit Bildhauer Gottfried Pöchinger

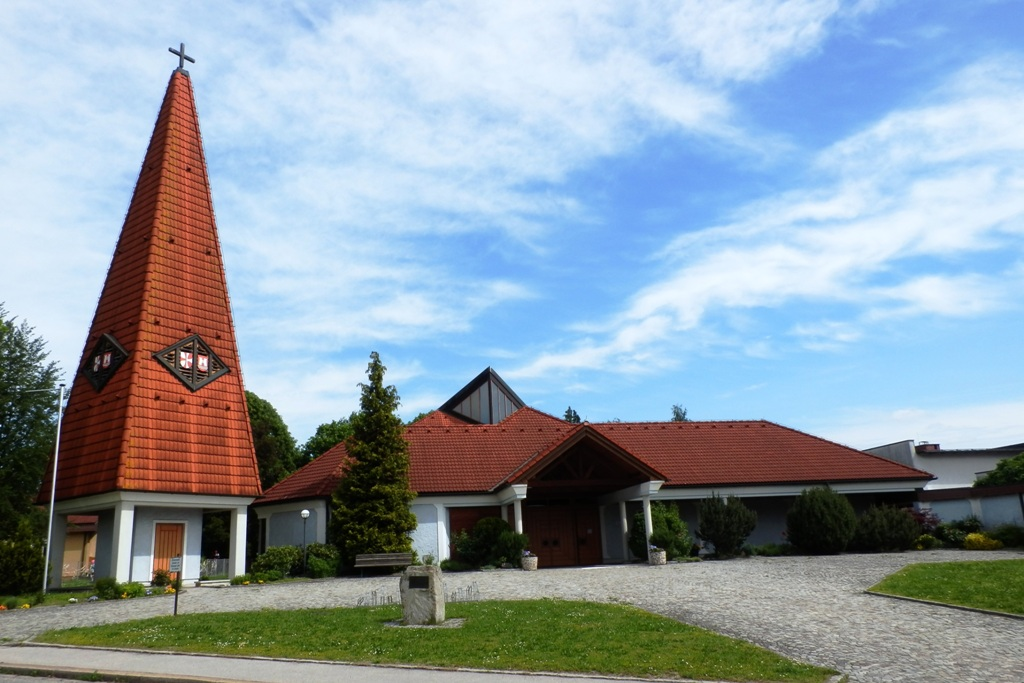
Pfarrkirche Linz-Pichling

- 1953 Entwurf der Schale beim Marktbrunnen in Königswiesen, ausgeführt vom Bildhauer Gottfried Pöchinger, mit 4 Kopfreliefs, die Jahreszeiten darstellend
- 1962–1963 Erweiterung der Pfarrkirche Leopoldschlag
- 1962–1963 Neubau der Filialkirche Hackstock hl. Josef in Unterweißenbach
- 1964–1965 Erweiterung und Tauf- und Beichtkapelle der Pfarrkirche Mitterkirchen
- 1966 Erweiterung der Pfarrkirche Spittal an der Drau
- 1967 Langhauserweiterung nach Westen und Umgestaltung des Altbaues mit Ausweitung des Triumphbogens auf die Chorbreite der Pfarrkirche Tragwein
- 1967–1968 Nordanbau an der Pfarrkirche Schenkenfelden
- 1968 Neubau der Filialkirche Zum Guten Hirten in Spittal an der Drau[2]
- 1968–1969 Osterweiterung mit Abbruch des gotischen barockisierten Chores und Abbruch der gotischen Westempore der Pfarrkirche Schönau im Mühlkreis
- 1969–1970 Erweiterung der Pfarrkirche Rainbach im Mühlkreis Mariä Himmelfahrt
- 1969–1970 Neubau eines Langhauses und einem eingezogenen Altraum unter Belassung des Kirchturms, der Westfassade und einer Kapelle der Pfarrkirche Ferlach
- 1971–1972 Erweiterung der Pfarrkirche Weitersfelden in Weitersfelden
- 1973 Neubau der Kirche Christus Friedenskönig in Eisentratten in Krems in Krems in Kärnten[3]
- 1973 Neubau der Pfarrkirche Klagenfurt-Welzenegg, von 1989–1993 von Felix Orsini-Rosenberg und Franz Freytag umgebaut
- 1978–1979 Erweiterung der Pfarrkirche St. Martin im Mühlkreis
- 1980–1982 Neubau der Pfarrkirche Dietach
- 1981–1982 Umbau und Erweiterung der Pfarrkirche St. Magdalena in Linz
- 1988–1990 Neubau der Pfarrkirche St. Paul zu Pichling in Linz